# Brasiliorchis
Brasiliōrchis — род травянистых растений семейства Орхидные (Orchidaceae). Данный род был выделен из более обширного рода Максиллярия (Maxillaria) в 2007 году на основании как новых молекулярных исследований, так и по общим морфологическим признакам. В состав рода включены 15 видов.

## Распространение и описание
Все виды этого рода произрастают на территории Бразилии. Большинство видов являются эндемиками Бразилии, за исключением  Brasiliorchis picta и Brasiliorchis chrysantha, которые встречаются на северо-востоке Аргентины. Сообщалось о нахождении Brasiliorchis marginata на территории Гайаны, Эквадора и Колумбии.
Произрастают в атлантических дождевых лесах. Обильно встречаются в горных системах Серра-ду-Эспиньясу, Серра-да-Мантикейра и Серра-ду-Мар на высотах около 800 м. Имеются как эпифитные, так и литофитные виды. Некоторые виды произрастают на солнечных участках, а некоторые в тенистых местах. Растения часто образуют большие колонии, но также могут встречаться по отдельности.
Род легко распознаётся по наличию у растений ребристой и двулистной псевдобульбы и продолговатым, колокольчикообразным цветкам.
Цветение длится несколько дней. Некоторые виды цветут в зимнее время. В цветках отсутствует питательный нектар, и опыление происходит с помощью обмана пчёл.

## Виды
По информации базы данных The Plant List, род включает 15 видов:
- Brasiliorchis barbosae (Loefgr.) R.B.Singer, S.Koehler & Carnevali
- Brasiliorchis chrysantha (Barb.Rodr.) R.B.Singer, S.Koehler & Carnevali
- Brasiliorchis gracilis (Lodd., G.Lodd. & W.Lodd.) R.B.Singer, S.Koehler & Carnevali
- Brasiliorchis heismanniana (Barb.Rodr.) R.B.Singer, S.Koehler & Carnevali
- Brasiliorchis kautskyi (Pabst) R.B.Singer, S.Koehler & Carnevali
- Brasiliorchis marginata (Lindl.) R.B.Singer, S.Koehler & Carnevali
- Brasiliorchis monantha (Barb.Rodr.) Campacci
- Brasiliorchis moutinhoi (Pabst) F.Barros & L.R.S.Guim.
- Brasiliorchis phoenicanthera (Barb.Rodr.) R.B.Singer, S.Koehler & Carnevali
- Brasiliorchis picta (Hook.) R.B.Singer, S.Koehler & Carnevali
- Brasiliorchis piresiana (Hoehne) Christenson
- Brasiliorchis polyantha (Barb.Rodr.) R.B.Singer, S.Koehler & Carnevali
- Brasiliorchis porphyrostele (Rchb.f.) R.B.Singer, S.Koehler & Carnevali
- Brasiliorchis schunkeana (Campacci & Kautsky) R.B.Singer, S.Koehler & Carnevali
- Brasiliorchis ubatubana (Hoehne) R.B.Singer, S.Koehler & Carnevali